# Artesliteratuur
Artesliteratuur is een genre van praktische en informatieve teksten binnen de historische letterkunde. Kennisoverdracht staat dus centraal in artesteksten. Voorbeelden uit de medioneerlandistiek (die Middelnederlandse teksten bestudeert) zijn Het boek van Sidrac, de Jonghe Lanfranc en de Natuurkunde van het geheelal.
Artes zijn de kunsten zoals voorgesteld in het middeleeuwse denken, met de artes liberales (zeven vrije kunsten), de artes mechanicae (praktische kunsten) en de artes incertae (onzekere kunsten).
De Middelnederlandse artesliteratuur ontstond in de late middeleeuwen vanaf 1250, waarbij het zwaartepunt in het zuidelijke Nederlandse taalgebied lag. In het Middelnederlands is de artesliteratuur relatief vroeg overgeleverd, vooral met medisch-chirurgische teksten, maar ook met alchemistische. Vaak betreft het persoonlijke gebruiksteksten en is zodoende minder geïnvesteerd in materiaal en schoonschrift. Artesteksten kunnen zowel geschreven zijn in verzen als in proza. Het gebruik van verzen is wel in verband gebracht met een lekenpubliek en voorlezen, terwijl proza duidt op een meer ervaren publiek/lezer met meer kennis. Poëtische teksten lijken dan ook eenvoudiger en zijn aantrekkelijker en gemakkelijker te onthouden voor leken. Prozateksten, daarentegen, zijn doorgaans formeler en meer to the point.
In het Duits wordt ook wel de ruimere term Fachliteratur gebruikt. 